# Manuel de Rojas y Córdova
Manuel de Rojas y Córdova (Cuéllar, ca. 1494 – ib., después de 1561) fue un político y conquistador español que participó en las conquistas de Cuba, Jamaica y Perú, y sucedió a Diego Velázquez de Cuéllar en el cargo de gobernador de Cuba a su fallecimiento, cargo que ocupó en dos ocasiones.

## Biografía
Nació en la villa segoviana de Cuéllar en el último tercio del siglo XV, en el seno de una de las familias nobiliarias más importantes de ella, siendo hijo primogénito de Gómez de Rojas y de María de Torres Córdova Hinestrosa, y hermano por tanto de Gabriel, Francisco y Cristóbal de Rojas, todos conquistadores en América. La casa solar de la familia era el palacio de los Rojas, y sus miembros formaron parte durante siglos de la política local, así como de la Cofradía de la Cruz de los Caballeros y de la Casa de los Linajes de Cuéllar, instituciones que agrupaban a la nobleza.
Siendo regidor por el estado noble de su villa natal, contrajo matrimonio en ella con María Magdalena Velázquez, sobrina de Diego Velázquez de Cuéllar, gobernador de Cuba, de quien tuvo por hijos a Melchor, Gómez y Juan, que también fueron conquistadores en América.

## Indias
Los vínculos familiares que tenía con Diego Velázquez de Cuéllar le permitieron su traslado a Indias, dejando a su mujer en su villa natal. Tomó parte en la conquista de Cuba, dirigida por Velázquez, de quien más tarde fue su teniente y repartidor.
En 1521 recibió poder de Velázquez, nombrándole su procurador ante la Corona de Castilla, regresando a España para defender sus intereses ante la actuación de Hernán Cortés. Cuando regresó a Cuba en 1524, Velázquez había fallecido, y le había dejado como su albacea, además de cuidador de sus herederos menores de edad.

## Gobierno de la isla
Fue gobernador de la isla de Cuba entre septiembre de 1524 hasta marzo de 1525 cuando fue nombrado en su lugar Juan de Altamirano; le asignaron la procuración de la villa de Bayamo, y siendo vecino de ella declaró como testigo en el juicio de residencia de Velázquez, en el que su pariente Antonio Velázquez aseguró que en la posada de Manuel se jugaban dineros secos, y que el gobernador dio indios a Manuel por amistad y propio provecho. Siendo procurador de Bayamo, redactó unos capítulos dirigidos al rey para remedio de las necesidades generales, que según Fuentenebro permiten vislumbrar la gestión del funcionario y el proceso de la colonización de la isla.
Fue nombrado nuevamente para la gobernación de la isla en 1532, por la virreina María de Toledo, como tutora y curadora de su hijo Luis Colón y Toledo, autorizada por el rey. Durante este mandato los pocos colonos que permanecían a pesar de las emigraciones al continente, le daban tareas muy duras a los indígenas en las encomiendas, lo que provoca que estos parcialmente se subleven y se refugien en la selva, matando a varios españoles. A principios de 1525 intentó asentar la paz sin lograrlo, aunque consiguió controlar algunas cuadrillas de indios. En relación con estos hechos, Juan de Vadillo, su antecesor en el cargo, escribió a la emperatriz en septiembre de 1524 argumentando que «Manuel de Rojas es persona cuerda, de rectitud y buena intención; pone paz en los vecinos, como buen juez; con él nada falta para la buena gobernación, sino estar en ella el Obispo y Gonzalo de Guzmán».
En 1534 realizó una visita por toda la isla, inspeccionando los poblados, de la que hizo una relación y envió al rey; en ella además, le informaba que había gastado su hacienda en su servicio, por lo que le suplicaba que ordenase le tomasen juicio de residencia y le relevasen de su cargo. Tal era la pobreza en la que se hallaba que, cuando se expidió la real cédula que obligaba a los hombres casados a llevar a la isla a sus mujeres en el plazo de dos años, Rojas contestó al rey «Sacra Magestad, en esta cuenta yo soy el primero y doy por mi descargo questoy tan gastado y adeudado que podré decir que me comprende aquel proverbio antiguo que dice no bayas a tu tierra de vergüenza». Finalmente dejó el gobierno el 1 de febrero de 1534, siendo nombrado por segunda vez en el cargo Gonzalo de Guzmán.

## Perú
Tras renunciar a la gobernación, y ante su pésima economía, decidió trasladarse a Perú, donde se encontraba su hermano el capitán Gabriel de Rojas, con quien tenía varios negocios, dejando sus encomiendas a su hijo Gómez de Rojas y Velázquez. A pesar de ello, aún permanecía en Santiago de Cuba trasladando sus cuentas para enviárselas al rey, y en 1540 mantenía su cargo de procurador de Bayamo. Finalmente abandonó la isla en 1543, dejando sus encomiendas de Bayamo a cargo de su hijo Juan de Rojas Hinestrosa, tesorero de la isla.
Siendo anciano regresó a su villa natal, donde otorgó testamento en 1561, mandando enterrarse en la capilla familiar del monasterio de San Francisco.